# Puntius rhombeus
 Puntius rhombeus és una espècie de peix cipriniforme de la família dels ciprínids.

## Morfologia
Els mascles poden assolir els 6,5 cm de longitud total.

## Distribució geogràfica
Es troba a les conques dels rius Mekong, Chao Phraya i Meklong.